# Leucania formosana
Leucania formosana là một loài bướm đêm trong họ Noctuidae.